# راسبورة حمراء الظهر
راسبورة حمراء الظهر (الاسم العلمي:Rasbora rubrodorsalis) هي نوع من الأسماك تتبع جنس الراسبورة من فصيلة الشبوطيات.